# Hibiscus heterophyllus
Hibiscus heterophyllus är en malvaväxtart som beskrevs av William Griffiths. Hibiscus heterophyllus ingår i Hibiskussläktet som ingår i familjen malvaväxter.

## Underarter
Arten delas in i följande underarter:
- H. h. heterophyllus
- H. h. luteus

## Bildgalleri

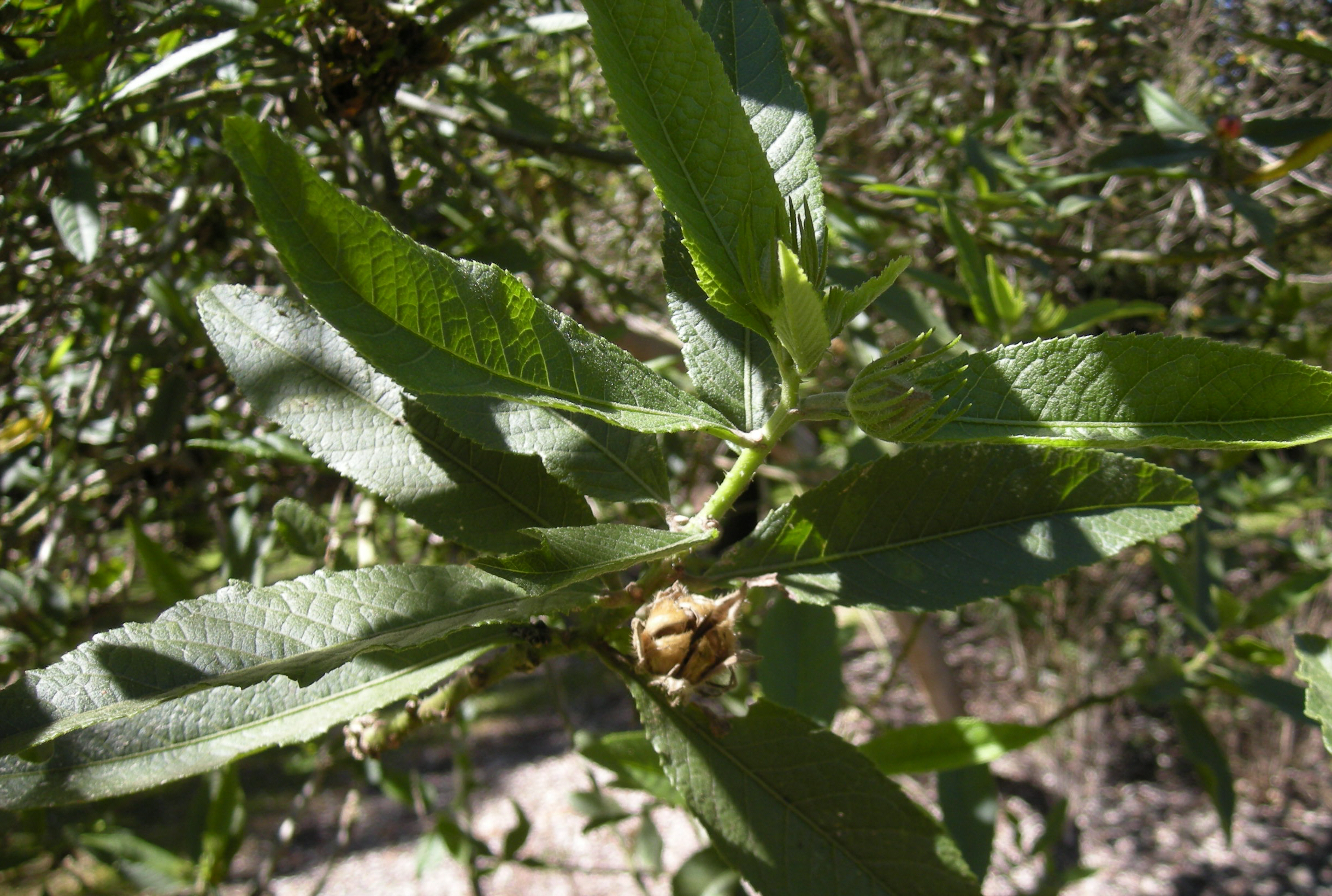
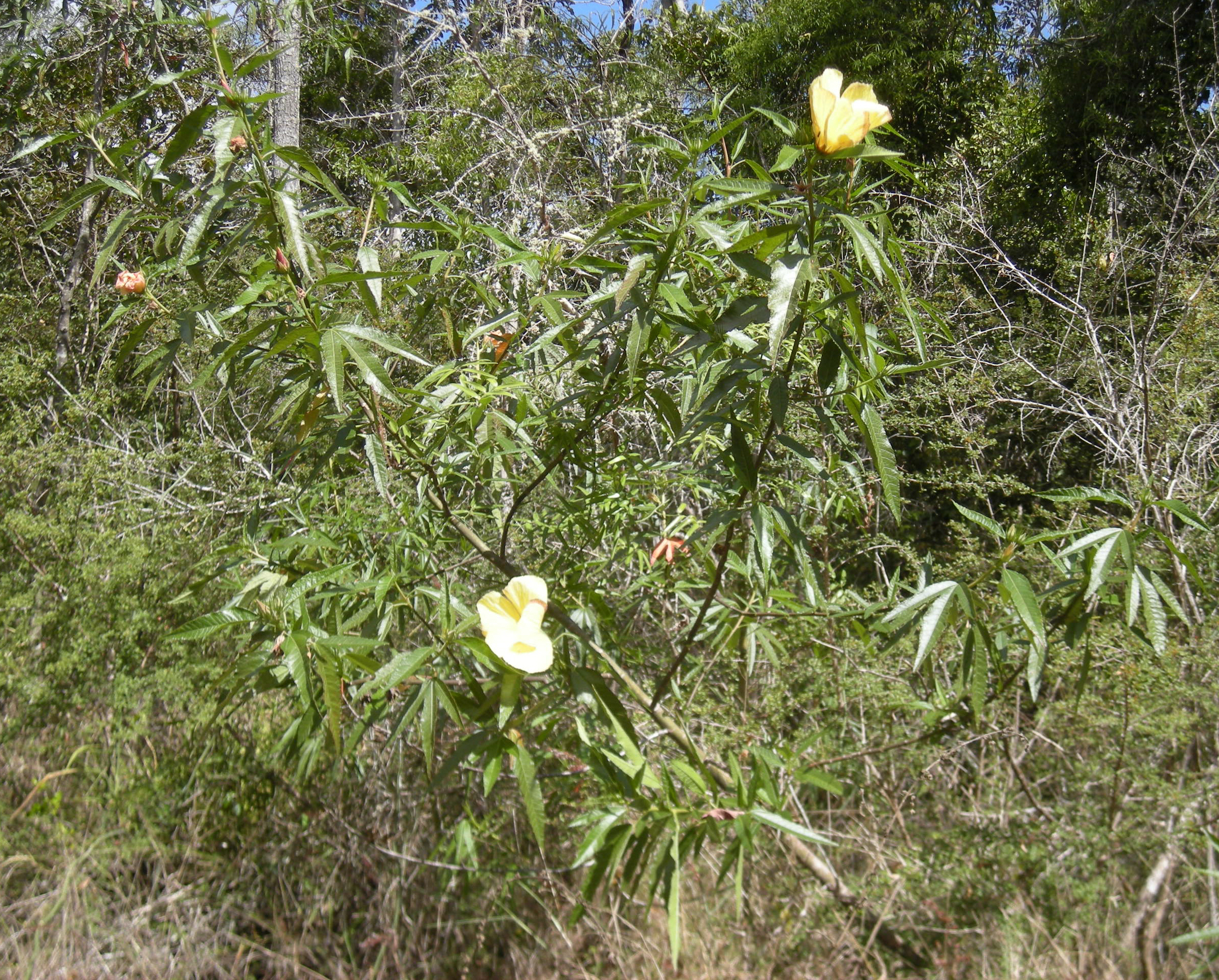
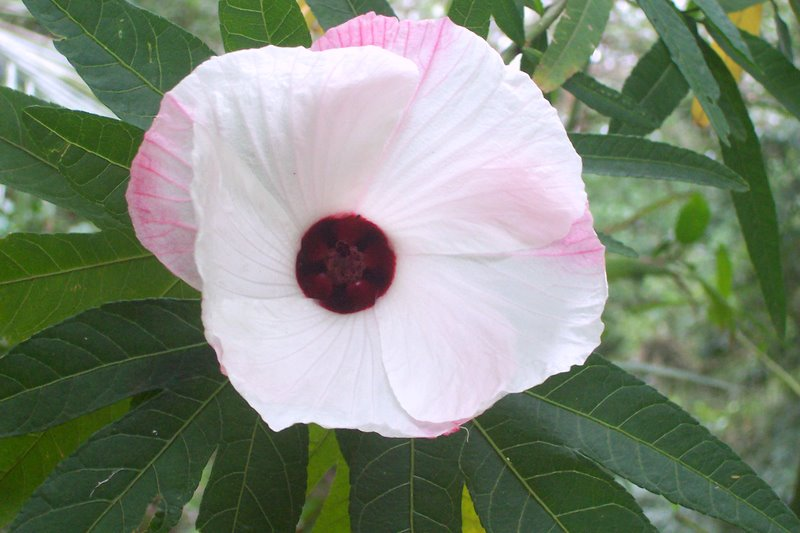
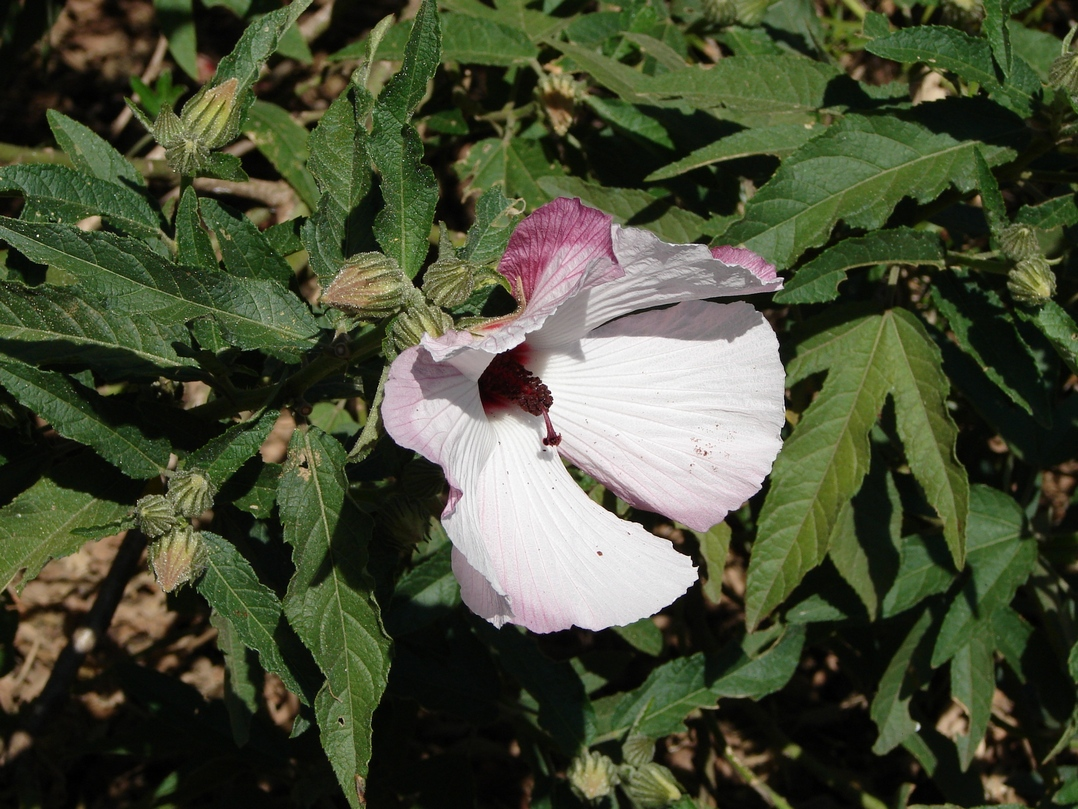